# Becky Sharp
Becky Sharp è un film del 1935 diretto da Rouben Mamoulian, prima pellicola in Technicolor con attori. Il titolo fa riferimento al nome della protagonista del romanzo La fiera delle vanità di William Makepeace Thackeray da cui il soggetto di Francis Edward Faragoh è tratto.

## Trama

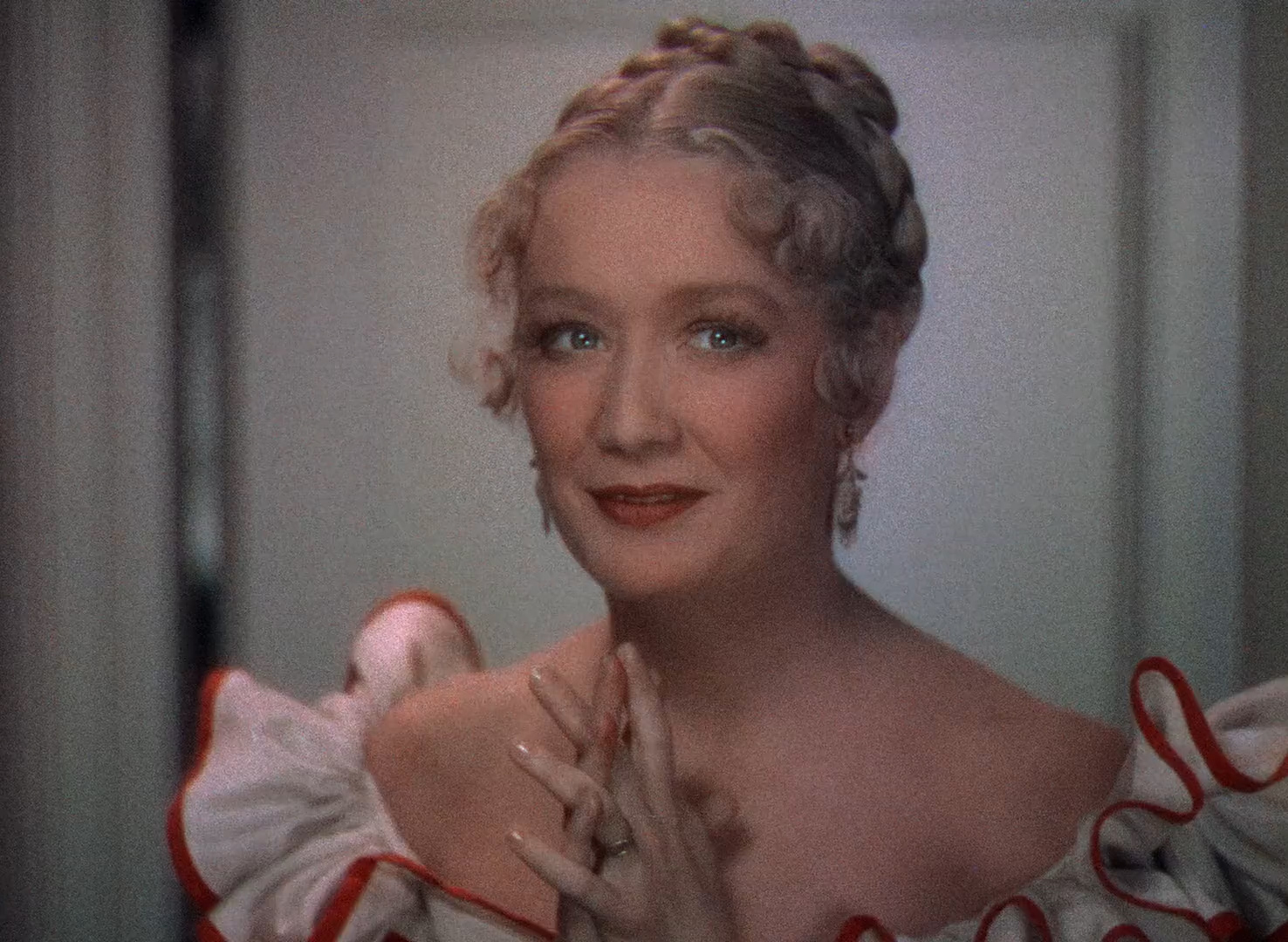
Miriam Hopkins (Becky)

La giovane Becky è una popolana che viene accolta in un collegio riservato ai ricchi. Riesce tuttavia a farsi accettare e ad essere ospitata dalla sua compagna di collegio, Amelia, una giovinetta educata e di famiglia benestante, il cui fratello Joseph interessa molto a Becky. Sarà però proprio questo il fattore scatenante della disgrazia di Becky, che si fa cacciare e, per vivere, trova un lavoro, sistemandosi come governante in una famiglia facoltosa.
Il giovane Rawdon perde la testa per la bella governante che finisce per sposare, anche se clandestinamente. Ma la loro unione si rivela difficile, perché lui è un sempliciotto dedito al gioco e lei, nonostante le sue doti recitative e canore, è costretta a compromessi torbidi per pagare i debiti. Rawdon la coglie in flagrante e la abbandona. Dopo un periodo difficoltoso, Becky incontra la sua vecchia fiamma Joseph e scappa con lui.

## Produzione
Il film fu prodotto dalla Pioneer Pictures Corporation con un budget stimato di 950.000 dollari. Venne girato dall'11 dicembre 1934 al 20 marzo 1935.
Si tratta di un film storico soprattutto per il lato tecnico: è la prima pellicola in Technicolor, versione in tricromia, ad essere stata realizzata con attori e non animazioni. Curata dal direttore delle fotografia Ray Rennahan, assistito dai consulenti del produttore del nuovo sistema cromatico, il film fu girato con una cinepresa che aveva all'interno tre diverse pellicole, ognuna per uno dei tre colori primari. Dopo il trattamento in laboratorio, le pellicole venivano ricongiunte su un film unico.
Il film fu girato completamente all'interno degli Studios RKO Pictures e questo permise a Rennahan e agli altri tecnici un perfetto controllo delle luci e un conseguente equilibrio cromatico che le diverse e impreviste condizioni all'aperto non avrebbero permesso.

### Cast
Tra le comparse, nella scena del ballo, appare Pat Nixon, futura First Lady degli Stati Uniti.

## Distribuzione
La pellicola, distribuita dalla RKO Radio Pictures, uscì nelle sale americane nel 1935 destando grande curiosità e meraviglia. Il film non fu particolarmente amato dalla critica che non vi riscontrò una sufficiente aderenza al lavoro letterario originale.

### Date di uscita
- USA (New York): 13 giugno 1935
- USA: 28 giugno 1935
- Danimarca: 7 ottobre 1935
- Finlandia: 2 agosto 1936
- Portogallo: 5 maggio 1937

## Differenti versioni cinematografiche
- Vanity Fair di Charles Kent (1911) con Helen Gardner (Becky Sharp), Rose Tapley (Amelia Sedley)
- Vanity Fair di Charles Brabin e Eugene Nowland (1915) con Minnie Maddern Fiske (Becky Sharp) e Helen Fulton (Amelia Sedley)
- Vanity Fair di W. Courtney Rowden (1922)  con Cosmo Kyrle Bellew (Becky Sharp)
- La fiera delle vanità (Vanity Fair) di Hugo Ballin (1923) con Mabel Ballin (Becky Sharp) e Eleanor Boardman (Amelia Sedley)
- Vanity Fair di Chester M. Franklin (1932) - con Myrna Loy (Becky Sharp) e Barbara Kent (Amelia Sedley)
- Becky Sharp di Rouben Mamoulian e Lowell Sherman (non accreditato) (1935) - con Miriam Hopkins (Becky Sharp) e Frances Dee (Amelia Sedley)
- La fiera della vanità (Vanity Fair) di Mira Nair (2004) - con Reese Witherspoon (Becky Sharp) e Romola Garai (Amelia Sedley)

## Riconoscimenti
- 3ª Mostra Internazionale d'Arte Cinematografica 1935: Coppa per il miglior film a colori

Nel 2019 è stato scelto per la conservazione nel National Film Registry della Biblioteca del Congresso degli Stati Uniti